# Lycée d'Espoonlahti
Le lycée d'Espoonlahti (finnois : Espoonlahden lukio, surnom Jylla), de 1923 à 1974 lycée privé finlandais d'Helsinki (finnois : Helsingin suomalainen yksityislyseo), est un lycée général situé dans le quartier d'Espoonlahti à Espoo en Finlande. 

## Histoire
En 1923, le professeur Yrjö Jahnsson (fi) et la conseillère scolaire Hilma Jahnsson (fi) fondent le lycée privé finlandais d'Helsinki à Kamppi. 
De 1925 à 1957, le lycée fonctionne dans la maison Tabunov, à Lönnrotinkatu 2, propriété de la paroisse orthodoxe d'Helsinki (fi).
Puis de 1957 à 1974, le lycée fonctionne dans son premier bâtiment, construit dans la rue Nordenskiöldinkatu à Taka-Töölö, qui abrite de nos jours le centre scientifique et culturel russe (fi).
Jusqu'en 1938, le premier directeur est le colonel Boris Gyllenbögel (fi). 
En 1927, le lycée organise une filière par cours du soir qui était la première école du soir de Finlande.
L'école appartenait à Yrjö et Hilma Jahnsson jusqu'à la mort de cette dernière en 1970, après quoi l'école a été maintenue pendant quelques années par une association de soutien. 
Après avoir reçu l'autorisation du gouvernement, l'école a déménagé dans un nouveau bâtiment scolaire à Espoo en 1974 et a changé son nom en École mixte d'Espoonlahti. 
Au même moment, la filière du soir est transférée à l'école mixte de Töölö (fi). 
À la suite de la réforme de l'école primaire, la propriété de l'école est transférée à la ville d'Espoo en 1977.
En même temps, l'école est divisée en école d'Espoonlahti (classes 7-9) et lycée d'Espoonlahti.

## Organisation

### Admissions
Le nombre de lycéens est d'environ 570 à l'automne 2014 et d'environ 600 à l'automne 2019
En Finlande, l'admission au lycée est déterminée par la moyenne obtenue au certificat de fin d'études primaire.
La moyenne la plus basse des candidats retenus ces dernières années par le lycée d'Espoonlahti et la moyenne de ses élèves sont:
| Moyenne 2015–2018 | Moyenne 2015–2018 | Moyenne 2015–2018 | Moyenne 2015–2018 |
| Année             | Minimale          | Moyenne           |                   |
| ----------------- | ----------------- | ----------------- | ----------------- |
| 2018              | 8,62              | 9,12              |                   |
| 2017              | 8,67              | 9,14              |                   |
| 2016              | 8,67              | 9,05              |                   |
| 2015              | 8,5               | 8,82              |                   |

### Enseignement des langues
En 2006, le lycée d'Espoonlahti a obtenu un label européen pour son enseignement de haute qualité des langues ,.
Les langues étrangères enseignées sont l'anglais, le français, le suédois, l'allemand, le russe, l'espagnol l'italien, le japonais et le chinois.
Les élèves peuvent passer les examens de langue Cambridge First Certificate, le DELF, les  diplôme de langue allemande DSDI et DSDII.
Le lycée a réalisé des projets internationaux à Shanghai, Toronto, Genève, Berlin, Barcelone, Saint-Pétersbourg, Stockholm, Londres, Coventry et Athènes.

### Recteurs
- Lycée privé finlandais d'Helsinki[9]
  - Otto Vilkki 1.9.1923–15.1.1924
  - Boris Gyllenbögel 15.1.1924–31.10.1938
  - Veikko Savolainen 1.11.1938–31.8.1944
  - Y. K. Laine 1.9.1944–31.8.1952
  - Lars Frösén 1.9.1952–31.8.1957

- Lycée privé d'Helsinki et école mixte d'Espoonlahti[9]
  - Kauko Salmenkallio 1.8.1957–31.7.1977

- Lycée d’Espoonlahti[10]

- - Kauko Salmenkallio 1.8.1977–31.7.1986
  - Juhani Turjanmaa 1.8.1986–30.11.2005
  - Päivikki Fredriksson 1.12.2005–31.7.2006
  - Harri Korhonen 2006-2019
    - Päivikki Fredriksson 2020